# CTV 2
CTV 2は、BCE株式会社（BCE Inc.）の子会社であるベル・メディアが所有するカナダの英語テレビシステムである。このシステムは、オンタリオ州にある4つの地上直営テレビ局（O&O）、1つはブリティッシュコロンビア州、2つの地域ケーブルテレビチャンネル（1つはカナダ大西洋州、もう1つはアルバータ州（後者は、以前は「Access Alberta（アクセス・アルバータ）」という名前でその州の州の教育チャンネルだった））で構成されている。
CTV 2システムは1995年、CHUMリミテッドが所有するCKVR-TVから発信され、CBCから切り離され、トロントのCitytv加盟局であるCITY-TVに続く若い視聴者向けのフォーマットをモデル化した「NewNet」として始まった。NewNetシステムは、オンタリオ州南部の4つのバトン所有局の買収に続いてバンクーバー島でのCIVI-TVの開局によって拡大した。NewNetは、クレイグ・メディアの資産を取得した後、2005年に「A-Channel」にブランド変更された。2007年、CHUMリミテッドはCTVグローブメディアに買収された。カナダ・ラジオテレビ通信委員会（CRTC）の所有制限に準拠するために、Citytv加盟局はロジャーズ・メディアに売却され、Citytv以外の放送局は2008年に「A」としてリニューアルされ、2011年には「CTV Two」として再リニューアルされ、2015年にはブリティッシュコロンビア州の2つの旧アストラル・メディア所有局が同システムに加わった。
CTV 2は、ベル・メディアのより大規模なCTVネットワークに補完的な番組を提供するが、2010年代後半以降、深夜のトーク番組（NBCからの同時放送）や加盟局のローカルニュース番組を除いて、ほんの一握りの初回番組で、プライムタイムに繰り返し放送されるようになった。これは主に、既存のCTV加盟局のサービスエリアと重複する市場で運用されている。 CTV 2の放送は、ケベック、マニトバ、サスカチュワンを除くカナダ国内の全ての州を対象としている。

## 歴史

### NewNetとして開局

「NewNet」時代（1995年〜2005年）のCKVR-TVのロゴ。NewNet加盟局は、ブランドのコールサインの最後の2文字を目立つように表示した。

このシステムは、オンタリオ州バリーのCKVR-TVで1995年に開発が開始された。同年9月、オーナーのCHUMリミテッドは、CKVRとCBCテレビジョンとの長年の提携を解除し、CKVRが基本的なケーブルで長い間利用可能であった近隣のトロント市場の視聴者から関心を集めるために、より若々しいイメージを持つ独立局としてリニューアルした。これには、姉妹局CITY-TVのニュース番組『CityPulse』と同様のニュース形式の採用、様々な古典的なテレビ番組のより現代的なシリーズへの置き換え、トロントの当時の新しいNBAフランチャイズであるトロント・ラプターズのゲームパッケージのピックアップが含まれる。結果として得られたCKVRは「The New VR」として知られるようになった。
実験は十分に成功し、CHUMは1997年にバトンブロードキャストから取得した放送局、つまりペンブロークのCHRO-TV 、ロンドンのCFPL-TV、ウィンガムのCKNX-TV、ウィンザーのCHWI-TVでCKVRの形式を複製した。これらの放送局の殆どは以前のCBC系列局でもあり、CKVRの姉妹局であるCITY-TVが既にまたはその後基本ケーブルで利用できるようになった市場にあった。ブリティッシュコロンビア州ビクトリアのCIVI-DTは、2001年10月の開局時にシステムに追加された。
CHUMは、これらの放送局を非公式に「NewNet」と呼んでいた。同名称は、各放送局のいずれかで放送上で使用されることはなかった。むしろ、広告バイヤーへの局の共通識別子として機能した（オンタリオ州南西部のニュース車両でも使用された）。放送中、各局は「The New XX」と呼ばれ、XXは放送局のコールサインの最後の2文字を表す（例：CHWIの場合は「The New WI」、CHROの場合は「The New RO」、CFPLの場合は「The New PL」等）。

### A-Channel

A-Channelの初代ロゴ（2005年〜2008年）

2005年3月15日、CHUMは、NewNet加盟局が同年秋までに「A-Channel」としてリニューアルされることを発表した。ブランド変更は同年8月2日に行われ、ウィニペグ、エドモントン、カルガリーの以前のA-Channel加盟局が最近クレイグ・メディア（Craig Media）からCHUMに買収されてCitytvとしてリニューアルされた。この変更は、これらの放送局でのより伝統的な放送モデルへの移行を反映している。
2006年7月12日、ベル・グローブメディア（Bell Globemedia）は、CHUMリミテッドを買収するための友好的な買収入札を発表した。同社は当初、カナダ・ラジオテレビ通信委員会（CRTC）が買収を承認するために、A-Channel及びアクセス加盟局を売却する一方で、CHUMのCitytvシステムを維持することを意図していた。
2007年4月9日、ロジャーズ・コミュニケーションズは、マニトバ州ブランドンにあるCBCテレビジョン系列局（CKX-TV）と、CTV取引の一環として売りに出されているいくつかのケーブルチャンネルと共に、A-Channel加盟局を購入する契約を発表した。CRTCは、同年6月8日に、現在CTVグローブメディアとして知られているものによるCHUMリミテッドの購入の承認を発表したが、CTVgmがCHUMのCitytv加盟局を別の購入者に売却しなければならないという条件を追加した。同時に、A-Channel加盟局を維持することが許可され、事実上、ロジャーズへのA-Channelの計画された販売が中止された。
2007年6月22日、CTVグローブメディアはCHUMリミテッド所有局の購入を完了し、Citytv加盟局はロジャーズに売却された。同社は当初、Aチャンネル局のブランディングとプログラミングをCTVテレビジョンネットワークから独立させることを目的としていた。ただし、グローバルとE!の関係と同様に、CTVは同年夏にA-Channelが発表したスケジュールを大幅に調整し、メインネットワークの秋のスケジュールに対応できなかったいくつかのシリーズのスペースを確保した。特に、A-Channelは、『30 ROCK/サーティー・ロック』、『Scrubs〜恋のお騒がせ病棟』、『チャーリー・シーンのハーパー★ボーイズ』、『ビッグバン★セオリー/ギークなボクらの恋愛法則』、『ジェフ・リミテッド』に対するCTVの権利を取得した。10月には、CTVは、元々メインネットワークで初放送されていた『ダーティ・セクシー・マネー』と『ビッグ・ショッツ』もA-Channelに移した。
同年秋の後半、CTVはA-Channelの毎日のエンターテインメントニュース番組『スター!デイリー』を『MTV e2』に置き換え、『デグラッシ:ザ・ネクスト・ジェネレーション』の再放送を終了したが、そのシリーズの新しいエピソードは引き続きCTVで放映された。
2007年7月26日、CTVグローブメディアは、リチャード・グレイ（Richard Gray）をA-Channel加盟局とCKX-TVのニュースの責任者に任命しました。グレイは、独立したニュースのプレゼンテーションと管理を維持するために、CTVニュースではなくCTVgm企業グループに報告する。グレイは、CKVR、CHRO、CFPL、CKNX、CHWI、CIVI、およびCKXのニュース部門を監督し始めた。

「A」最終ロゴ（2008年～2011年）

CTVがA-ChannelとCHUMが所有する他の殆どの資産を管理した直後、メディアアナリストは、A-Channel加盟局の名前が2008年に変更されると推測し始めた。2007年と2008年の視聴者調査では、「Much TV」と「CHUM TV」という名前が検討されていることが示唆された。
2008年6月2日の秋の先行プレゼンテーションで、CTVは、A-Channel加盟局を新しい外観・ロゴで再フォーマットし、単に「A」（元々は「A」として、次に「/A\」として定型化され、ロゴの視覚スタイルを模倣している）として知られるようになると発表した。フォーマットの変更を見越して、A-Channelのプレス資料は同月に「A」の名前を使用し始め、放送中のパーソナリティはローカルニュース番組を『A-Channel News』ではなく『A News』と呼び始めた。
A-ChannelからAへの放送上のリニューアルは2008年8月11日に行われた。同じ日に、カナダ大西洋州のアトランティック・サテライト・ネットワーク（Atlantic Satellite Network）もA AtlanticとしてAテレビシステムに参加し、Aの番組全ラインナップを提供し始めた。さらに、アルバータ州のAccessも新しいAスタイルのロゴを採用し、特定のプライムタイムにAラインナップを採用し始めた。

#### 財政問題
2009年2月25日、CTVは、カナダの従来のテレビセクターが直面している継続的な構造上の問題と現在の世界的な経済危機を考えると、ウィートレイのCHWI-TV（及びウィンザーのその再放送局）とウィンガムのCKNX-TVのライセンスを更新しようとはしないと発表した。各放送局は、2009年8月に既存のライセンスの有効期限が切れた時に、ロンドンのA加盟局（CFPL）の再放送局に変換されることは期待されていなかった。ただし、CTVは、両方のエリアのニュース報道はCFPLとCKCOによって提供されると述べていた。さらに、CTVは2009年2月19日に、ブランドンのCKX-TVのライセンスを2009年8月31日の有効期限を超えて更新することは適用されないと発表した。
CTVは、2009年3月3日にさらなる削減を発表した。CKVRとCFPLで別々に制作された『Aモーニング』は3月4日をもって完全に終了され、前夜のニュース放送のリピートに置き換えられた。一方、CIVIは『Aモーニング』をCTVグローバルメディアのビクトリアを拠点とするラジオ局CFAX（1070 AM）の同時放送に置き換えたが、これらの局は夕方のニュース放送を保持している。一方、CHROは、『Aモーニング』が1日3時間から4時間に延長され、同番組の2時間の土曜日版を開始し、夕方のニュース放送（CTVネットワーク局CJOH-TVのものに続いた）を終了した。全部で118人、つまり全A従業員の23％が解雇された。既にCTVアトランティックと緊密に統合されているA Atlanticのカットは発表されていない。
2009年4月30日、 ショー・コミュニケーションズは、CRTCの承認を待って、CKX、CKNX、CHWIをそれぞれ1ドルで購入すると発表した。しかし、同年6月30日に、ショーが取引を取り消し、購入を完了することを拒否したことが報じれ、各放送局の将来は深刻な疑問を投げかけた。
2009年7月8日、CTVは、CRTCが小規模テレビ局への資金提供を増やすための政策変更を発表した後、CHWIをオープンに保つことを発表し、ウィンザー市議会、州議会議員のサンドラ・プパテッロとドワイト・ダンカン、連邦議会議員のブライアン・マッセとジョー・コマーティンによるロビー活動に続いて、ウィンザーで唯一の地元の個人所有テレビ局を放送し続ける。同じ発表の中で、CTVは、CRTCに申請を提出して、同年8月31日に閉局した後、CKNXをCFPLの再放送局に変換する意向を示した。7月16日、CTVは、CKX-TVをブルーポイント・インベストメント・コーポレーション（Bluepoint Investment Corporation）に1ドルで売却すると発表した。取引は、CRTCの承認を待って、2009年12月31日までに完了する予定だった。しかし、10月1日に却下され、翌日、運用を停止した。

### CTV Two/CTV 2
2010年9月10日、ベル・カナダは、CTVグローブメディアとAシステムの資産を32億ドルで再取得すると発表した。全体的な取引は2011年3月7日にCRTCによって承認され、ベル・メディアとしてリニューアルされた同年4月1日に最終決定された。
2011年5月30日、ベル・メディア（その請負業者であるトロイカ・デザイン・グループ（Troika Design Group）と共同で）は、2011年～2012年のテレビシーズンの開始に向けて、CTVブランドをAテレビシステムに拡張すると発表した。そのため、Aは同年8月29日に「CTV Two」としてリニューアルされ、殆どの市場のローカルニュース放送が「Aニュース（A News）」から「CTVニュース（CTV News）」にリブランドされ、オタワとカナダ大西洋州で制作された朝の番組が『CTVモーニングライブ』になり、「A」ブランドのほぼ3回終了した。さらに、8月31日に同システムのHDフィードが開始された。
リニューアルの一環として、ベルはシステムの放送範囲を拡大した。アルバータ州の地方教育チャンネル「アクセス（Access）」（限られた量のA番組を放送していた）は「CTV Twoアルバータ」に名前が変更され、CTVのローカルニュース番組を除く完全なCTV Twoプライムタイムラインナップの配信を開始した。2011年6月17日、ベルはCRTCとカナダ産業省に申請を提出し、CKVR-DTの信号をさらにゴールデン・ホースシュー地域に拡大するために、追加の中継局を設立した。フォントヒルのUHF42で、ナイアガラフォールズ、フォートエリー、セントキャサリンズにサービスを提供し、CHCH-DTのUHF 35で中継局、ハミルトン、オークビル、ハルディマンド郡、カレドニア、ブラントフォード、ミルトン、ケンブリッジにサービスを提供している。これらの申請は後にCRTCによって承認された。
2015年10月28日、CRTCは、2016年2月22日付けでCBCテレビジョンからCJDC-TV及びCFTK-TVの提携を解除するというベルの申請を公表した。ベルとCBCは、10月5日に提携契約を早期に終了することに合意した。CTV Twoからの番組編成は、CBCからの棄教の日に始まった。
2018年～2019年のテレビシーズンから、ネットワークはCTVの新しいブランドアイデンティティの下で「CTV 2」として再ブランド化された。

## 番組
映画やローカルニュースなどのいくつかの主要なジャンルを除けば、CTV Twoが放送する番組の種類はその歴史の中で大きく異なる。
NewNetとして、システムは主に、当時の2つのアメリカの「ネットレット」（WBとUPN）からの番組、映画、いくつかのシンジケートシリーズ、及びアメリカの「ビッグ4」ネットワークからの低視聴率の作品を搬送した。一部の番組は、Citytvでの最初の放送からタイムシフトされた。
CTV Twoは、ネットワークの存在の殆どを通じて、1990年代半ばから、ホストのジェイ・レノ、コナン・オブライエン、ジミー・ファロン、セス・マイヤーズの下でNBCの『ザ・トゥナイト・ショー』と『レイト・ナイト』を放送してきた。しかし、『レイト・ナイト・ウィズ・セス・マイヤーズ』は、放送開始から2年間はCTVで放映されたが、2016年2月に『レイト×2ショー with ジェームズ・コーデン』（2015年3月のデビュー以来CTV 2で放映）と場所が変わった。
A-Channelとして、システムは、ゲーム番組や、より伝統的なアメリカのシットコムやドラマなど、より伝統的なミックスに移行した。この時代に放映されたアメリカの番組には、『スーパーナニー』、『アメリカズ・ファニエスト・ホーム・ビデオズ』、『ヤング・スーパーマン』、『エレンの部屋』、『ホイール・オブ・フォーチュン』、『トゥナイト』、『レイト・ナイト』などがある。カナダの注目すべき番組には、『デグラッシ:ザ・ネクスト・ジェネレーション』と『CityLine』がある。『11サマセット』や『チャーリー・ジェイド』など、いくつかのオリジナル作品がAチャンネルで放映されました。ドラマシリーズ『ミッシング -サイキック捜査官-』は、以前のクレイグ・メディアが所有していたA-Channel（現：Citytv）加盟局から引き継がれた。CTVグローブメディアによる買収に続いて、CTVは時折その番組の1つをA-Channelにぶつけて、別番組のための場所を空けていた。夏の間、A-ChannelはCTVシリーズのリピートを放送することが多く、CTVを解放してオリジナル番組を放送していた。
CHRO-TVは、数シーズンにわたって、ナショナルホッケーリーグのオタワ・セネターズの年間20試合のレギュラーシーズンのゲームを制作および放送した。これらの試合は一般的に木曜日の夜に見られ、通常はCHROの最も人気のある番組の1つだった。これらのゲームは、2008年～2009年のシーズンに、チームのケーブルホームであるスポーツネットに再割り当てされた。CHROはゲーム自体を放送しなくなったが、ステーションはゲーム後の番組を制作して放送している。
2008年4月に地方のCTV加盟局とA-Channel加盟局が開催した「50 years of local news（50週年のローカルニュース）」の祝賀のため、システムの開局日について混乱が生じる可能性がある。同システムもCTV所有のローカル局も、1958年に開始されなかったが、後にCTVに加盟した放送局のいくつかは10年前半に開始された。祝賀会は特定の記念日に合わせられたのではなく、その月に開催された地元のテレビ局の規制のCRTCレビューに合わせられた。
Aとして、ネットワークのプライムタイムスケジュールが再び刷新され、AはメインのCTVネットワークの最先端の対応物として位置付けられた。スケジュールの大部分は、『イレブンス・アワー』や『フリンジ』などの予想される新シリーズと、『ゴシップガール』、『マッドメン』、『プライベート・プラクティス 迷えるオトナたち』、『プッシング・デイジー 恋するパイメーカー』などの絶賛された（しかし低視聴率）、または話題の2回生シリーズで構成されていたが、『AFV』や『アメリカズ・ネクスト・トップ・モデル』（以前はCitytv）などの古いホールドオーバーはプライムタイムのままだった。『エレン』、『トゥナイト』、『レイト・ナイト』などのトーク番組は残っているが、CBCテレビジョンに移った『ホイール』は『TMZ』に取って代わられた。
CTV Twoとしてのリニューアルの一環として、プライムタイムのスケジュールは、『Xファクター』（CTVで放映されたパフォーマンス番組）、『アップ・オール・ナイト』、『マン・アップ!』の結果番組など、待望の新シリーズに焦点を当てた。さらに、『CSI:マイアミ』、『クリミナル・マインド FBI行動分析課』、『LAW & ORDER:性犯罪特捜班』もCTV Twoに移動した。
CTVグローブメディア（現在のベル・メディア）による買収以来、同ネットワークは、他番組とのスケジュールの競合、主要な最新ニュース、及び2010年冬季オリンピックのCTVの報道などの特別なイベントの場合に、CTV番組の代替アウトレットとしても機能する。逆に、CTV Twoが利用できない市場では、稀だが、一部のCTV系列局がCTV Two番組を放送する場合がある。

## CTV 2加盟局

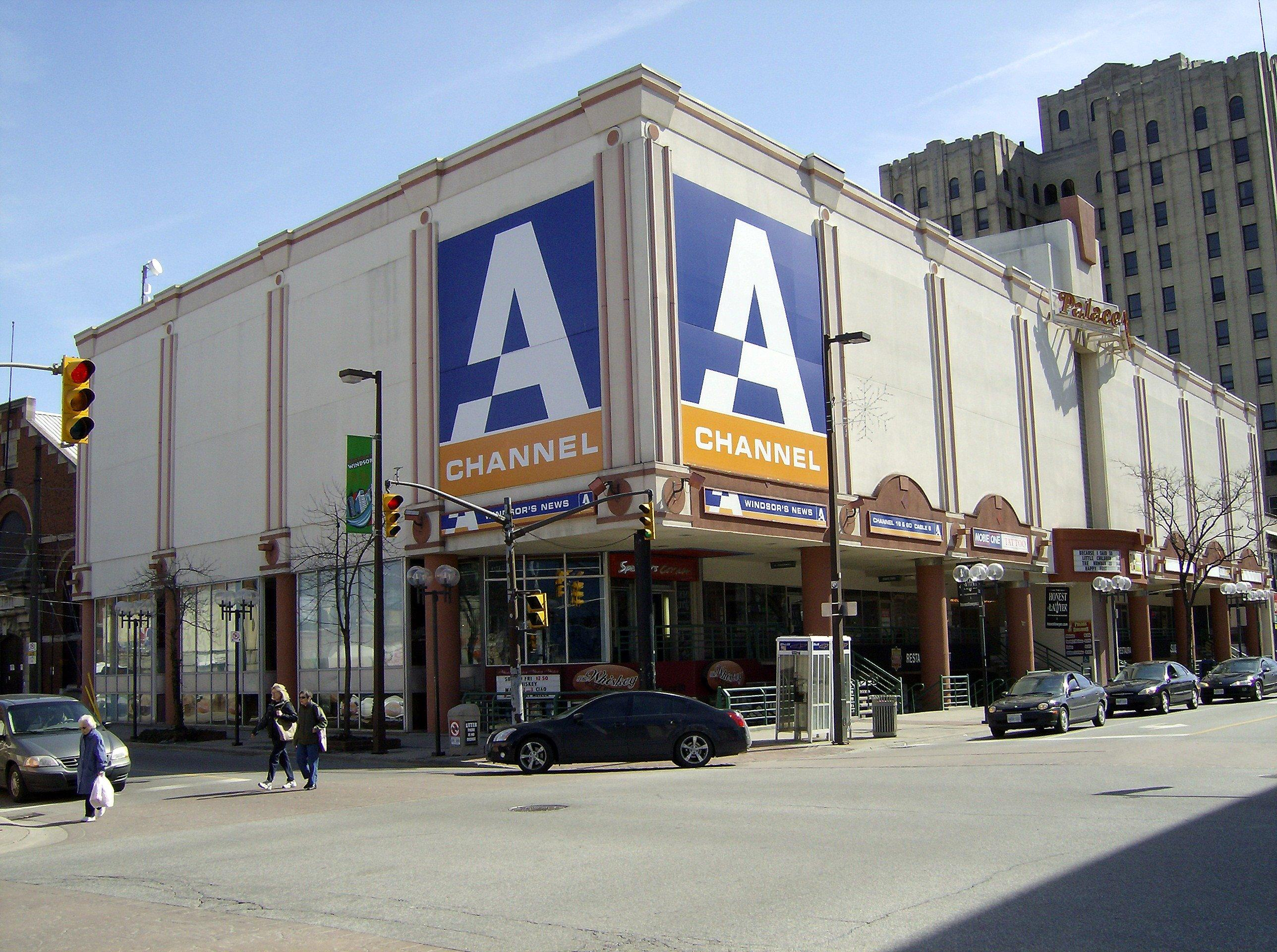
ウィンザーにあるCHWIの旧スタジオビル（2007年）

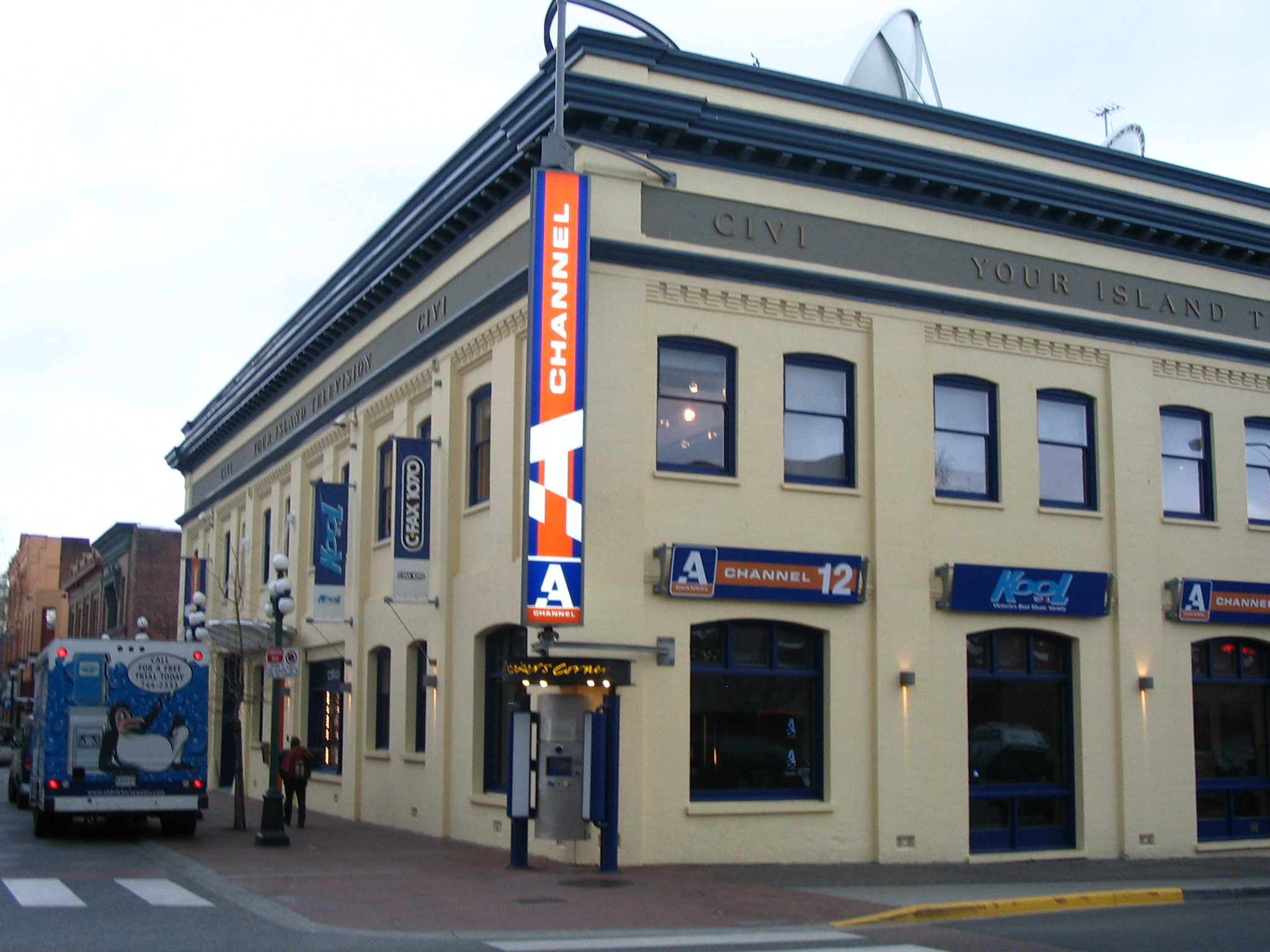
ビクトリアにあるCIVI-DTのスタジオビル（2006年）

注釈:
1）この一覧には、システムの以前のNewNet、A-Channel、AブランドでCTV 2と提携している放送局が含まれている。
2）斜体のチャンネル番号は、カナダ・ラジオテレビ通信委員会が将来使用するために割り当てられたデジタルチャンネルを示す。
3）イタリック体ではないチャンネル番号は、カナダ・ラジオテレビ通信委員会によって割り当てられたデジタル（ATSC）伝送に現在使用されているRFチャンネルを示す。

### 直営局
| 放送地域免許/市場                                                 | 放送局                | チャンネル PSIP （RF） | 所属開始年 | 注釈 |
| ----------------------------------------------------------------- | --------------------- | ---------------------- | ---------- | --- |
| オンタリオ州バリー/トロント                                       | CKVR-DT               | 3.1（10）              | 1995年     | 元CBC系列 |
| アルバータ州カルガリー/エドモントン                               | CTV 2アルバータ       | ケーブルのみ           | 2008年     | 以前は、全ての教育番組が廃止された2017年まで、アルバータ州の教育テレビサービスとしてライセンス供与されていた。以前はCJAL-TV（エドモントン）とCIAN- TV（カルガリー）の2つの送信所を使用していた。以前はACCESS（1973年 - 2011年）。 |
| ノヴァスコシア州ハリファックス/カナダ大西洋州                     | CTV 2アトランティック | ケーブルのみ           | 2008年     | 以前はASN（Citytv系列） |
| オンタリオ州ロンドン                                              | CFPL-DT               | 10.1（10）             | 1998年     | また、オンタリオ州ウィンガムでCKNX-TV 、チャンネル8を介して中継局を運用している。元CBC系列及びBBS加盟局 |
| オンタリオ州ペンブローク/オタワ                                   | CHRO-TV               | 5                      | 1998年     | 元CBC系列及びBBS加盟局 |
| ブリティッシュコロンビア州ビクトリア/バンクーバー島、バンクーバー | CIVI-DT               | 23.1（23）             | 2001年     | |
| オンタリオ州ウィートレイ/ウィンザー                               | CHWI-DT               | 16.1（16）             | 1997年     | 元BBS加盟局 |

### 二次キャリア
| 放送地域免許/市場                            | 放送局  | チャンネル PSIP （RF） | 所属開始年 | ノート    |
| -------------------------------------------- | ------- | ---------------------- | ---------- | --------- |
| ブリティッシュコロンビア州ドーソン・クリーク | CJDC-TV | 5                      | 2016年     | 元CBC系列 |
| ブリティッシュコロンビア州テラス/キティマト  | CFTK-TV | 3                      | 2016年     | 元CBC系列 |